# Ужасные родители (спектакль)
«Ужа́сные роди́тели» — спектакль в жанре трагикомедии, поставленный в 1981 году режиссёром Геннадием Егоровым на сцене Ленинградского государственного театра эстрады с артистами Ленинградского академического театра драмы им. Пушкина по пьесе французского писателя, поэта, драматурга Жана Кокто.

## Краткое содержание

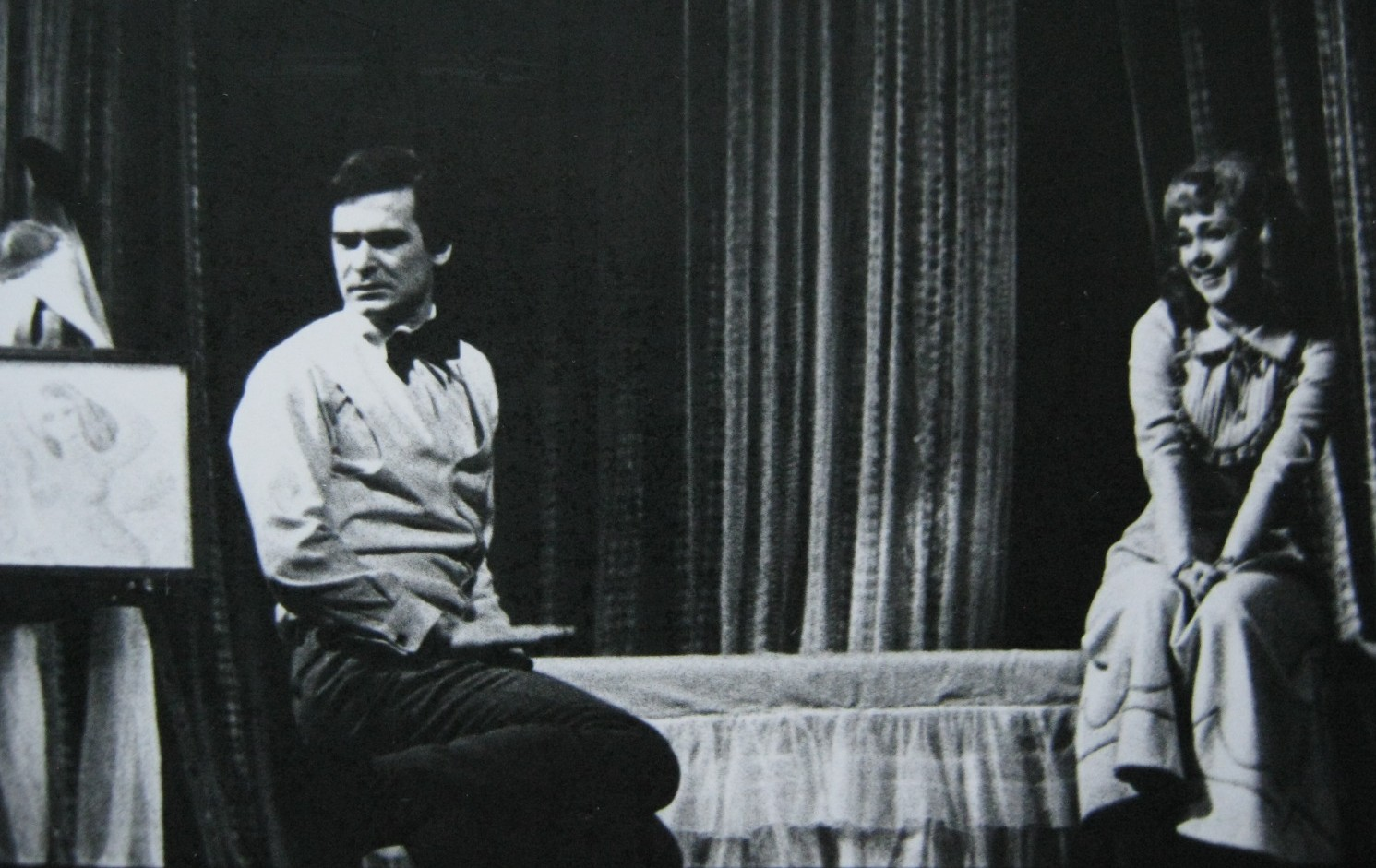
Сцена из спектакля. В роли Мишеля Н. Буров, в роли Мадлен В. Панина

Действие начинается с мнимой смерти Ивонны и заканчивается её самоубийством. Мы видим, как обеспокоена Ивонна, мать Мишеля, который сегодня впервые в жизни не пришёл домой ночевать. Но вот появляется Мишель (Н. Буров). Радостный, взволнованный, он сообщает о том, что счастлив — он любит Мадлен и любим ею. Сложная гамма чувств охватывает Ивонну — это и радость за сына, который оказался жив и невредим, и едва скрываемая ненависть к той, которая пытается «похитить» у неё сына. На протяжении всего действия Ивонна будет искать любой повод, любую причину для разрушения этого союза. В своём эгоизме, в душевной глухоте она даже не пытается понять, что стала препятствием для сына, казалось бы, самого близкого ей существа. Она почти счастлива, когда Мишель отрекается от любимой. Она готова жить рядом с ним, потерявшим веру в любовь, в человеческую порядочность.
Ложь, царящая во всей атмосфере этой семьи, исходит, прежде всего, от Ивонны. Ложью был её брак с Жоржем, которого она почти забыла, как только родился Мишель. Ложью ответил ей Жорж, задохнувшийся в этом доме, нашедший «утешение» с юной Мадлен. Но и это видимое счастье Жорж построил на лжи, прикинувшись вдовцом, который якобы потерял единственную дочь. Но лгала ему и Мадлен, встретившая и полюбившая Мишеля, хотя ложь ей была отвратительна.
Лгала, чтобы оттянуть развязку, не причинить боли Жоржу, которого она по-своему любила. Узнав, что он стал соперником сына, Жорж заставляет Мадлен солгать, придумав третьего «соперника», чтобы «излечить» Мишеля. Как мучительна была эта ложь для Мадлен! Но Жорж неумолим, и Мадлен выполняет его требование. Переступит через ложь, ею же придуманную, и сестра Ивонны — Лео, всю жизнь любившая Жоржа, принесшая себя в жертву ради счастья Ивонны, счастья так и не состоявшегося.

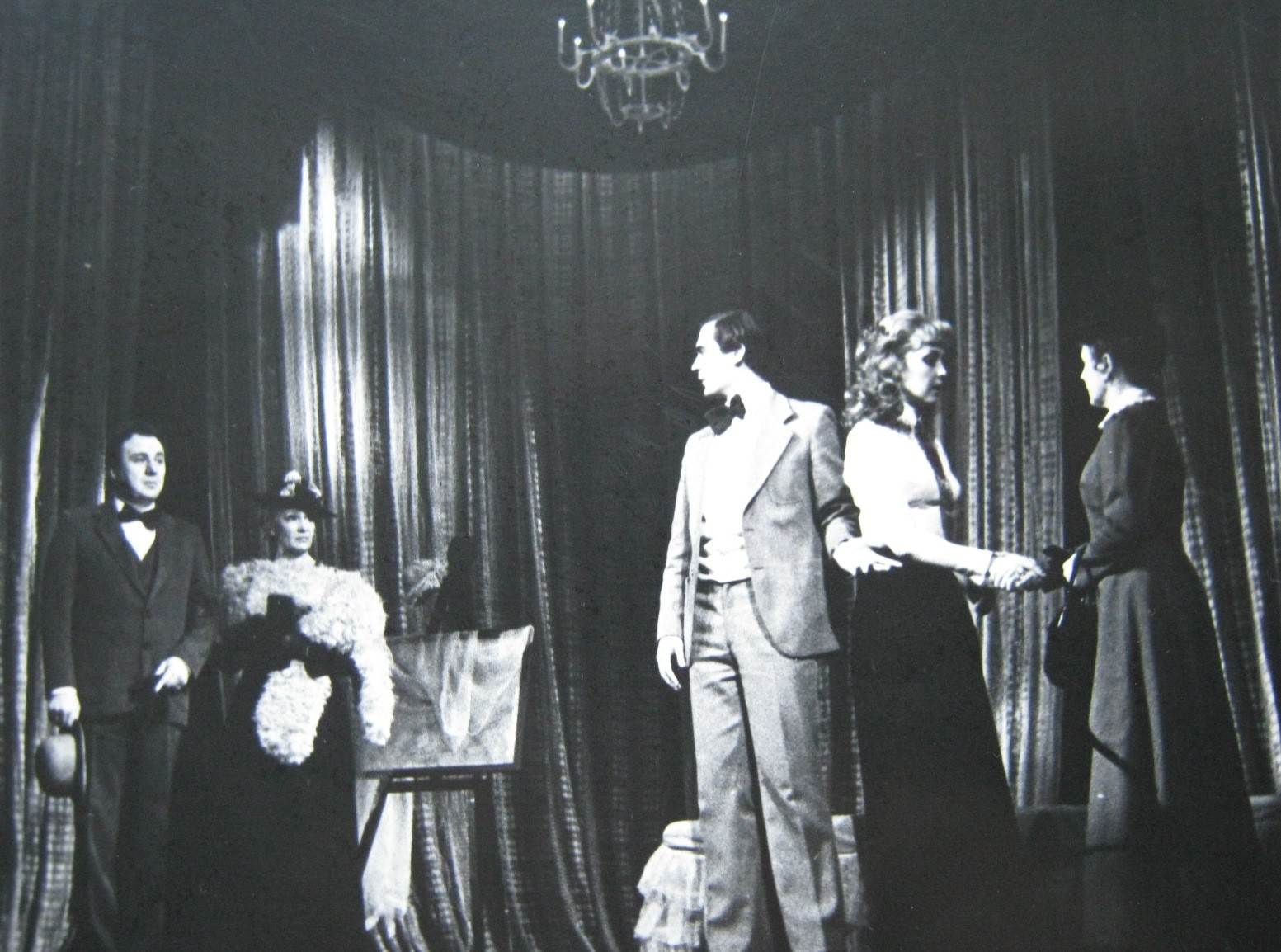
Сцена из спектакля. В роли Жоржа Р. Кульд, в роли Ивон Е. Акуличева, в роли Мишеля Н. Буров, в роли Мадлен В. Панина, в роли Лео Н. Мамаева

Образ Лео — один из сложнейших в спектакле. Это старая дева, как характеризует она сама себя, отнюдь не «синий чулок» и менее всего «старая» дева. Она ещё достаточно молода и красива. Сердце её, так и не познавшее радости любви, не забыло саму любовь. И потому именно она становится «адвокатом» двух любящих сердец, проявляет колоссальную энергию, чтобы снять позорное пятно с Мадлен и вернуть её Мишелю, чтобы сбылось в их жизни то, что не сбылось в её собственной.
Именно она, Лео, даст безжалостную оценку своего семейства: «Семья, обломок семьи … обломок буржуазии, неколебимой морали» — вот исчерпывающая характеристика этих представителей буржуазного мира, кичащегося своим происхождением, своей средой, из которой пытается их вытащить Лео. Но сделать это возможно лишь ценою «очистительной жертвы», которой и стала Ивонна. Её гибель неизбежна, неизбежна во имя будущего. Через мораль этой семьи спектакль вскрывает лживость общества потребления. Отсюда и основная идея спектакля «Ужасные родители» — однажды солгавши, предав близкого, человек не может быть счастлив. Спектакль решён в жанре трагикомедии.
Спектакль «Ужасные родители» представляет собой драматические поединки, где боль, обида, ненависть и любовь сплетаются воедино, приводя в финале к печальным результатам: дом, оказывается, выстроен на песке и зиждется на неприязни, равнодушии, ненависти и обмане, а человеческое достоинство – даже жизнь – здесь не ставят ни во что. Выходя за рамки микросреды, конкретной семейной ситуации, спектакль говорит не только об ужасных родителях и не менее ужасных детях, но и раскрывает ужасный мир «благостной» буржуазной семьи, типичные пороки буржуазного общества.Т. Марченко

## Действующие лица и исполнители
- Ивонна — Елизавета Акуличева
- Лео — Нина Мамаева
- Мадлен — Валентина Панина
- Жорж — Рудольф Кульд
- Мишель — Николай Буров

## Создатели спектакля
- Перевод с французского — Ленина Зонина
- Постановка — Геннадий Егоров
- Художник — Валентина Малахиева
- В спектакле использована музыка Пьера Башле

## История
После окончания Высших театральных курсов Министерства культуры РСФСР Геннадий Егоров в 1980 году был направлен режиссёром-стажёром в Ленинградский академический театр драмы имени А. С. Пушкина и приступил к постановке пьесы Жана Кокто «Ужасные родители». Название пьесы «Les parents terribles» в переводе с французского языка имело несколько вариантов: «трудные», «ужасные», «несносные» родители. Спектакль был назван «Ужасные родители».
Комиссия Главного управления культуры Ленгорисполкома, состоявшая из деятелей культуры: народного артиста СССР, художественного руководителя Ленинградского академического театра драмы имени А. С. Пушкина Горбачёва И. О., профессора, специалиста по истории французского театра Гительмана Л. И., театроведа, кандидата искусствоведения Рабинянц Н. А. и директора Ленинградского государственного театра эстрады Янковского М. С. определила, что драматургия Жана Кокто не вписывается в репертуарную политику Ленинградского академического театра драмы имени А. С. Пушкина, поэтому предложила режиссёру показывать спектакль «Ужасные родители» на сцене Ленинградского государственного театра эстрады. Получилось нечто вроде малой сцены академического театра, которая была необходима большому театральному коллективу.
Премьера спектакля «Ужасные родители» состоялась на сцене Ленинградского государственного театра эстрады 26 мая 1981 года. Спектакль пользовался большим вниманием публики и был сыгран более 250 раз.
Основная тема спектакля – искажённое чувство собственности на близкого человека, которое оборачивается трагедией. И хотя в спектакле присутствует сострадание, сочувствие режиссёра Геннадия Егорова действующим лицам, тем не менее, он никому из них не отдаёт предпочтения. При всём индивидуальном различии персонажей, в них есть нечто общее – это ложь, ставшая основой взаимоотношений. Это ощущение «неподлинности» интересно передано и через оформление спектакля художником  Валентиной Малахиевой.И. Ступников
После премьеры спектакля «Ужасные родители» Георгий Александрович Товстоногов пригласил Геннадия Егорова на постановку в Ленинградский академический Большой драматический театр им. Горького.
Совсем недавно у нас в театре на Малой сцене состоялась премьера спектакля «Островитянин» по пьесе Алексея Яковлева, поставил её молодой режиссёр Геннадий Егоров. Вам судить, как поставил, на мой взгляд – справился, справился хорошо, прекрасно поработал с актёрами. После этой работы мы взяли его в штат, теперь он будет работать над новой пьесой молодого драматурга Людмилы Разумовской «Сад без земли».Георгий Товстоногов
Поиски режиссёра Г.Егорова, начатые спектаклем «Ужасные родители», были продолжены. В 1982 году он ставит с актёрами Ленинградского академического театра драмы имени А. С. Пушкина на сцене Ленинградского государственного театра эстрады пьесу драматурга Владимира Арро «Пять романсов в старом доме». Спектакль о сохранении исторического наследия, культурных ценностей, торжества духовности над обыденностью и прозой жизни.